# Frederick Seymour

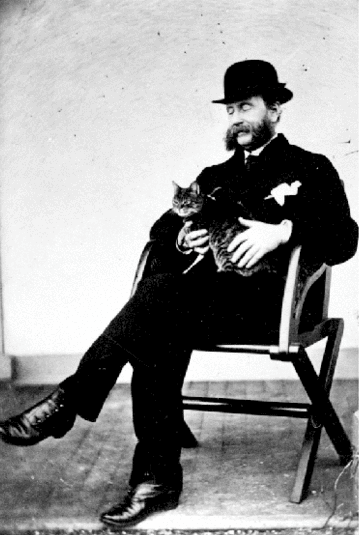
Frederick Seymour

Frederick Seymour (* 6. September 1820 in Belfast; † 10. Juni 1869 in Bella Coola, British Columbia) war ein britischer Kolonialbeamter. Von 1864 bis 1866 war er der zweite Gouverneur der Kolonie British Columbia, danach bis zu seinem Tod der erste Gouverneur der Vereinigten Kolonien von Vancouver Island und British Columbia.

## Biografie
Vater Henry Augustus war der illegitime Sohn von Francis Seymour-Conway, 2. Marquess of Hertford. Nach dessen Tod im Jahr 1822 war er gezwungen, seine Beamtenposition aufzugeben, Irland zu verlassen und mit seiner Familie nach Brüssel zu ziehen. Frederick Seymour erhielt 1842 von Prinz Albert von Sachsen-Coburg und Gotha, der mit seinem älteren Bruder befreundet war, eine Arbeitsstelle in der Kolonialverwaltung vermittelt. Während der nächsten 20 Jahre diente er in verschiedenen Positionen in den britischen Kolonien Van-Diemens-Land, Antigua, Nevis, Britisch-Honduras und Bay Islands.
Der Höhepunkt von Seymours Karriere folgte 1864 mit der Ernennung zum Gouverneur der Kolonie British Columbia im Westen von Britisch-Nordamerika. Von seinem Vorgänger James Douglas übernahm er eine hoch verschuldete Kolonie, die britischen Kolonisten forderten die Einführung der Selbstverwaltung. Seymour setzte Douglas’ kostspielige Straßenbauten von der Küste zu den Goldminengebieten in der Region Cariboo fort. Zusätzliche hohe Kosten verursachte die Niederschlagung eines Aufstands der Homalco-Indianer am Bute Inlet kurz nach seiner Ankunft im April 1864 (Chilcotin-Krieg).
Seymour widerstand zunächst dem öffentlichen Druck, die Kolonie British Columbia mit der Kolonie Vancouver Island zu fusionieren, obwohl dadurch die Aussicht bestand, die Einkünfte beider Kolonien zu konsolidieren und die Verwaltungskosten zu senken. 1866 weilte er mehrere Monate zu Beratungen in London, wo er schließlich den Forderungen nachgab. Das Kolonialministerium proklamierte am 6. August 1866 die Fusion und ernannte Seymour zum Gouverneur der vereinigten Kolonie. Gegen seinen Willen beschloss der Legislativrat der Kolonie im März 1867, Victoria und nicht etwa den von ihm favorisierten Ort New Westminster zur Hauptstadt zu erklären.
Im Sommer 1867 brach Seymour zu einer mehrmonatigen Reise ins Landesinnere auf, um diverse kleinere Konflikte beizulegen. Nach der Gründung Kanadas im selben Jahr forderte die Bevölkerung immer energischer den Anschluss der Kolonie an den neuen Bundesstaat. Seymour baute das öffentliche Schulwesen auf, verbesserte das Gerichtswesen und konnte das Defizit verringern. Allerdings war er schwer krank, so dass er baldmöglichst abgelöst werden musste; Ende 1869 sollte Anthony Musgrave auf ihn folgen. Im Frühjahr 1869 begab sich Seymour an den Nass River, um zwischen Indianerstämmen zu vermitteln. Auf seiner Rückkehr erkrankte er an Dysenterie und starb im Dorf Bella Coola.